# Oersted (cráter)

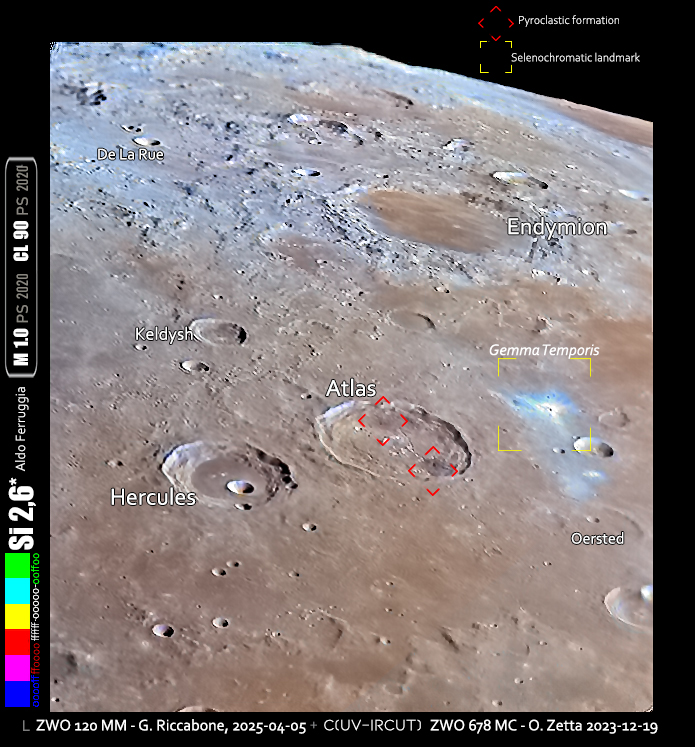
El cráter (a la derecha) en formato selenocromático

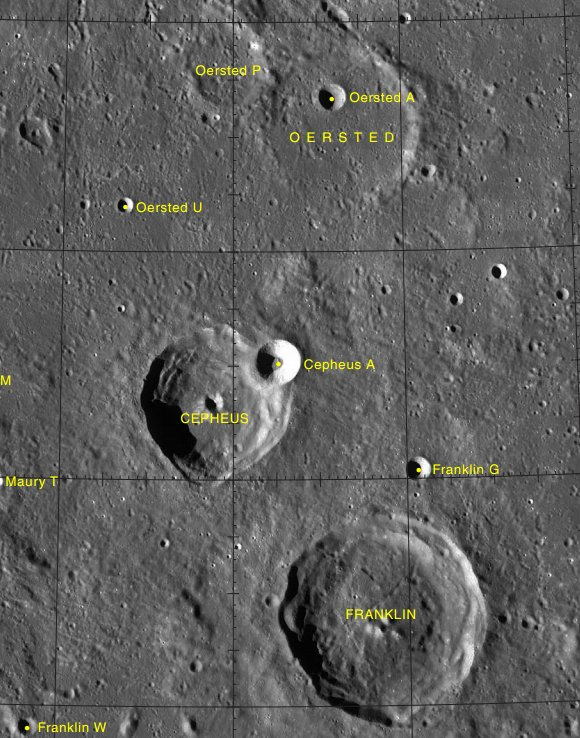
Zona sur de Oersted

Oersted es un cráter de impacto lunar que ha sido inundado por la lava, dejando solo un borde en forma de media luna con una brecha hacia el suroeste. El borde sube a una altura máxima de 1,7 km. Se encuentra al sureste del cráter Atlas, y al suroeste de Chevallier. Al sursudoeste aparece Cepheus.
|  |

El borde norte de Oersted ha sido superpuesto por un pequeño cráter inundado por la lava. Justo al sur se halla un cráter más reciente, todavía intacto, denominado Oersted A, que se formó después de que Oersted fuese invadido por los flujos de basalto. Al noroeste, el cráter inundado Oersted P se une al sector noroeste del borde exterior.

## Cráteres satélite
Por convención, estos elementos son identificados en los mapas lunares poniendo la letra en el lado del punto medio del cráter que está más cerca de Oersted.
|         | \| Oersted \| Coordenadas \| Diámetro \| \| ------- \| ---------------------------- \| -------- \| \| A \| 43°24′N 47°12′E / 43.4, 47.2 \| 7 km \| \| P \| 43°36′N 46°00′E / 43.6, 46.0 \| 21 km \| \| U \| 42°24′N 44°36′E / 42.4, 44.6 \| 5 km \| |          |
| Oersted | Coordenadas | Diámetro |
| A       | 43°24′N 47°12′E / 43.4, 47.2 | 7 km     |
| P       | 43°36′N 46°00′E / 43.6, 46.0 | 21 km    |
| U       | 42°24′N 44°36′E / 42.4, 44.6 | 5 km     |